# Ruan-sur-Egvonne
Ruan-sur-Egvonne är en kommun i departementet Loir-et-Cher i regionen Centre-Val de Loire i de centrala delarna av Frankrike. Kommunen ligger i kantonen Droué som tillhör arrondissementet Vendôme. År 2022 hade Ruan-sur-Egvonne 80 invånare.

## Befolkningsutveckling
Antalet invånare i kommunen Ruan-sur-Egvonne
| Referens: INSEE |